# Aequatorium rimachianum
Aequatorium rimachianum  es una especie de planta con flor en la familia Asteraceae.

## Descripción
Es endémica del Perú.  Está amenazada por pérdida de hábitat; la colección tipo se recolectó del departamento de Huánuco; es un arbusto, que vive en los bosques de Carpish, pero aunque alberga varios endemismos, está siendo deforestada.

## Taxonomía
Aequatorium rimachianum fue descrita por (Cuatrec.) H.Rob & Cuatrec. y publicado en Novon 2(4): 413. 1992.